# Who (Unix)
Pour les articles homonymes, voir Who.
who est une commande UNIX permettant d'afficher des informations concernant des utilisateurs qui sont connectés.
La commande who est proche de la commande w, qui fournit le même type d'informations, mais w fournit des informations plus détaillées et des statistiques.
Les données affichées par who sont l'utilisateur, le terminal, la durée de connexion, l'Identifiant de processus et le temps d'inactivité..
La commande peut être appelée sous la forme who am i ou who am I, pour avoir des informations seulement sur le terminal courant.

## Arguments de la ligne de commande
La spécification SUS sans extension spécifie seulement les options -m, -T, et -u. Toutes les autres options sont spécifiées dans les extensions XSI.
Les principales options sont:
- -b, Montre à quelle date remonte le boot ; sur les versions récentes de Windows, une information équivalente est donnée par la commande net statistics workstation
- -d, montre les Processus zombie
- -m, Montre le terminal courant (c'est l'équivalent du who am i)
- -p, Montre les processus actifs
- -r, Montre le Run level du processus init
- -t, montre quand l'horloge système a été changé pour la dernière fois
- -u, Montre le temps d'inoccupation